# Tisovec (Rimavská Sobota)
Tisovec es un municipio del distrito de Rimavská Sobota en la región de Banská Bystrica, Eslovaquia, con una población estimada a final del año 2024 de 3587 habitantes.
Se encuentra ubicado al este de la región, en la cuenca hidrográfica del río Sajó —un afluente derecho del río Tisza— y cerca de la frontera con la región de Košice y con Hungría.

## Demografía
| Año        | 1994 | 2004    | 2014    | 2024     |
| ---------- | ---- | ------- | ------- | -------- |
| Población  | 4280 | 4116    | 4223    | 3587     |
| Diferencia |      | −3,83 % | +2,59 % | −15,06 % |

| Año        | 2023 | 2024    |
| ---------- | ---- | ------- |
| Población  | 3632 | 3587    |
| Diferencia |      | −1,23 % |